# Параоксифенілгліцин
Параоксифенілгліцин (n-оксифенілгліцин, N-(4-гідроксифеніл)-гліцин, n-оксифеніламінооцтова кислота) — похідна амінокислоти гліцину, структурна формула С6H4(OH)(NH-CH2COOH).
Торгові назви: гліцин-фото, амфоліт, кодурол, мазанол.

## Історія
Синтезована та запропонована речовина в якості проявника для фотографій в 1891 році німецьким хіміком А. Богішем, який працював на фабриці Гауффе. У тому ж році їм також був отриманий і запатентований в цих же цілях метол.
Промислове виробництво гліцину «фото» в СРСР було розпочато в 1960 році і практично припинено в 1990-ті роки.

## Властивості
При кімнатній температурі дрібні білі (безбарвні) кристали. Важко розчинний у воді і спирті, легко розчинний в розчинах сульфіту, у лугах і кислотах.
Будучи відновником, у відкритій посуді повільно окиснюється киснем повітря, тому рекомендується зберігати речовину в скляному посуді з притертою пробкою.
З метою уповільнити розкладання при доступі повітря, гліцин-фото стабілізують дисульфітом натрію (піросульфіт, метадисульфіт). Така добавка використовувалася при фасуванні в поліетиленові пакетики для роздрібного продажу.
Характерна реакція: в лужному середовищі при додаванні розчину азотнокислого молібдену дає синє забарвлення.

## Добування
Параоксифенілгліцин отримують з монохлороцтової кислоти та 4-амінофенолу.
Нормативний документ, що використовувався в СРСР при виробництві гліцину-фото: ТУ 79-590-Х-60.

## Застосування
Основне застосування — у фотографії в якості проявляючої речовини. Проявники на основі гліцину дають мало вуалі, дрібне «акуратне» зерно і використовуються для повільної прояви. Проявляючі властивості гліцину сильно залежать від температури і pH. Щоб прискорити процес проявлення, в гліцинові проявники додають луг і підвищують температуру розчину.
Проявлене зображення має нейтрально-сірий тон, хорошу проробку в деталях, глибокі тіні мають насичений чорний («оксамитовий») колір.
Готовий проявник добре зберігається.
Гліцинові проявники дуже чутливі до слідів тіосульфату натрію (знижує виявляючу здатність).
Також застосовувався при фарбуванні газетного паперу в жовті та оранжеві відтінки.